# Ubuy
Ubuy es una plataforma de compras transfronterizas en línea que ofrece servicios de venta al por menor de primera clase a clientes de más de 180 países. Ubuy tiene su sede en Kuwait.

## Historia
Ubuy fue fundada en 2012 en Kuwait por Dhari AlAbdulhadi y Abdulwahab Alothman.
En 2023, Ubuy colaboró con la empresa fintech canadiense Nuvei para aumentar la gama de métodos de pago, incluidos los de compra ahora y paga después.
En 2024, la plataforma mundial de comercio electrónico Ubuy ha anunciado la apertura de su primer almacén en Alemania. Ubuy nombrada una de las 50 empresas tecnológicas de más rápido crecimiento de Deloitte.

## Operaciones
Ubuy gestiona siete almacenes y, a través de su sitio web, el usuario puede comprar e importar productos fuera de su país, que Ubuy entrega a través de servicios de entrega internacionales como FedEx y DHL.